# Dichtbij.nl
Dichtbij.nl est un ancien site web d'information néerlandais diffusant des informations locales à l'échelle nationale.

## Histoire
Il débute en tant que « site web de journalisme citoyen » par Bart Brouwers. Il se développe pour devenir une « plateforme d'informations hyperlocales », et appartient au Telegraaf Media Groep (TMG),. Son rédacteur en chef était Bart Brouwers, anciennement rédacteur en chef du quotidien Sp!ts.
En novembre 2015, TMG annonce une réorganisation du Dichtbij ; il devait fermer certains de ses bureaux car en Hollande-Septentrionale, à Leyde, à Rotterdam et à Utrecht, il fonctionnait à perte depuis plusieurs années. La décision est intervenue à un moment où TMG connaissait déjà de graves difficultés financières, ainsi qu'un conflit avec les comités de rédaction de certains des journaux locaux et régionaux qu'elle possède. Les bureaux de Dichtbij qui devaient être fermés, en Hollande-Septentrionale et en Hollande-Méridionale, bénéficient déjà d'une forte couverture par les journaux régionaux appartenant à TMG ; le bureau d'Eindhoven poursuivrait ses activités.
En 2017, TMG ferme Dichtbij.nl. Depuis, son adresse web redirige vers www.telegraaf.nl.